# Jean Mersch-Wittenauer
Jean Mersch-Wittenauer (Ciutat de Luxemburg, 6 de febrer de 1819 - 25 de novembre de 1879) va ser un polític luxemburguès. Va ocupar el càrrec d'alcalde de la ciutat de Luxemburg del 1869 al 1873.